# 佐貫藩
佐貫藩（さぬきはん）は、上総国天羽郡佐貫（現在の千葉県富津市佐貫）の佐貫城を居城とした藩。徳川家康の関東入部時に内藤家が佐貫を与えられて以降、幕府領となった時期を挟みつつ譜代大名が交代して治めた。1710年以降は阿部家1万6000石の藩となり、廃藩置県を迎えている。

## 歴史

### 前史
佐貫城は、戦国時代後期に戦国大名里見義弘が居城を構えたことで知られている。小田原征伐後、里見氏には安房1国のみ安堵されて上総国を去り、代わって徳川家康が上総国を得た。

### 内藤家時代
関東に入部した家康は、譜代の家臣内藤家長に上総国佐貫に入れ、2万石を与えた。これが佐貫藩の起源となる。慶長5年（1600年）、鳥居元忠や松平家忠と共に伏見城にあった家長は、西軍石田三成らの挙兵を誘う役割を果たした。関ヶ原の戦いの前哨戦となる伏見城攻防戦で、家長は元忠や家忠と共に戦死している。
内藤家の家督は嫡男の政長が継ぎ、慶長7年（1602年）11月22日には上総国天羽郡内において1万石を加増された。その後、政長は里見忠義改易後の館山城破却工事や大坂の陣における功績などを評価されて、元和元年（1615年）3月25日、安房国平郡勝山において1万石を加増された。元和5年（1619年）11月、徳川秀忠の上総における鷹狩りに従ったことからさらに5000石を加増され、都合4万5000石の大名となった。
元和8年（1622年）9月28日、政長は陸奥国磐城平藩に加増移封となった。

### ふたつの松平家と柳沢吉保・幕府領時代
内藤政長の所領は分割され、安房勝山3万石は内藤清政（政長の同族だが別系統）に、上総佐貫1万5000石は松平忠重（桜井松平家）に与えられた。忠重は武蔵国深谷で8000石を知行していたが、7000石を加増されて大名に列したものである。寛永10年（1633年）8月9日、忠重は駿河国田中藩に加増移封され、佐貫藩は廃藩、幕府領となった。
寛永16年（1639年）1月28日、寺社奉行であった松平勝隆（能見松平家）が1万5000石で入ったことから、佐貫藩が再立藩する。勝隆は寛文6年（1666年）2月3日に死去し、跡を養嗣子の重治が継いだ。重治は奏者番や寺社奉行を歴任したが、貞享元年（1684年）11月10日、不正の罪を問われて改易となった。このため、佐貫藩は再度廃藩となる。
元禄元年（1688年）、将軍徳川綱吉の寵臣で側用人に就任した柳沢保明（のち吉保）が、加増を受けて1万2000石の大名となり、佐貫城を与えられた。柳沢保明はその後2度にわたって加増を受け、元禄5年（1691年）に石高は3万石になっている。元禄7年（1694年）、保明は武蔵国川越藩に加増・転封され、佐貫藩は三たび廃藩となる。

### 阿部家時代
宝永7年（1710年）5月23日、三河国刈谷藩から阿部正鎮が1万6000石で入り、再び佐貫藩が立藩する。寛政8年（1796年）に藩校誠道館を設立、天保13年（1842年）に領内の天羽郡大坪山（現在の東京湾観音付近）に砲台を築いて江戸湾警備にあたった。
8代・約150年続いた阿部家時代については比較的史料が残されており、天羽・望陀・市原の3郡に分散されていたことや、天保14年（1843年）作成の分限帳には年寄（家老）以下藩士総数が213名であったこと、財政難のために役職が増加しても人員が増やせずに重臣級でも複数の役職を兼ねたなど、当時の譜代藩の厳しい状況が知られている。また、江戸城雁之間詰譜代大名として多くの幕府・将軍家関係の儀式に参加しており、その際の記録が多く現存している（国立史料館所蔵「阿部家文書」）。
最後の藩主となった阿部正恒は、慶応4年（1868年）の戊辰戦争で幕府側に与したことから罪を問われて謹慎処分となったが、同年10月に許された。翌年の版籍奉還で知藩事となり、明治4年（1871年）の廃藩置県で佐貫藩は廃藩となった。その後、佐貫県となったが同年11月に廃されて木更津県となり、後に千葉県に編入された。

## 歴代藩主

### 内藤家
譜代 2万石→3万石→4万石→4万5000石
1. 内藤家長
2. 内藤政長

### 松平（桜井）家
譜代 1万5000石
1. 松平忠重

廃藩

### 松平（能見）家
譜代 1万5000石
1. 松平勝隆
2. 松平重治

廃藩

### 柳沢家
譜代 1万2000石→2万石→3万石
1. 柳沢保明

廃藩

### 阿部家
譜代 1万6000石
1. 阿部正鎮
2. 阿部正興
3. 阿部正賀
4. 阿部正実
5. 阿部正簡
6. 阿部正暠
7. 阿部正身
8. 阿部正恒

## 幕末の領地
- 上総国
  - 天羽郡のうち - 55村（うち15村を花房藩、8村を長尾藩に編入。12村は安房上総知県事を経て佐貫藩に復帰）
  - 望陀郡のうち - 1村（久留里藩に編入）
  - 市原郡のうち - 6村（うち3村を鶴舞藩、1村を鶴牧藩、1村を菊間藩、1村を安房上総知県事を経て鶴舞藩に編入）

明治維新後に、天羽郡19村（旧前橋藩領5村、旧安房上総知県事領19村【内訳は旧旗本領3村、旧佐貫藩領12村、旧前橋藩領4村】）が加わった。なお相給が存在するため、村数の合計は一致しない。